# هيلين شكمان
هيلين دورا كوهن (بالإنجليزية: Helen Dora Cohn)‏ المعروفة بـ هيلين كوهن شكمان (بالإنجليزية: Helen Cohn Schucman)‏ (14 يوليو 1909- 9 فبراير 1981) هي عالمة نفس سريري وتجريبي وكاتبة أمريكية، وأستاذة علم النفس الطبي في جامعة كولومبيا في نيويورك من عام 1958 حتى تقاعدها في عام 1976. اشتهرت بكتابها الذي شاركها بكتابته ويليام ثيتفورد بعنوان دورة في المعجزات (الطبعة الأولى، 1975)، والتي لم يعرف دورها "ككاتبة" للجمهور إلا بعد وفاتها.

## النشأة
ولدت هيلين دورا كوهن في عام 1909 لوالدها سيغموند كوهن، عالم كيمياء، وروز بلاك، التي تزوجا في 18 أكتوبر 1896، في مانهاتن. كان لها أخ، أدولف كوهن، كان يكبرها بنحو 12 عامًا. على الرغم من أن والديها كانا نصف يهوديين، إلا أنهما كانا غير متدينين، شاركت والتدها، روز، في الثيوصوفية والتعبيرات المختلفة للمسيحية مثل العلوم المسيحية.

## وفاتها
في عام 1980 شخصت بإصابتها بسرطان البنكرياس المتقدم، وبعد صراع طويل مع المرض، توفيت بسبب المضاعفات عن عمر ناهز 71 عامًا في عام 1981.